# エル・コルテス
『エル・コルテス』（原題：EL CORTEZ）は、アメリカ合衆国の映画作品。

## キャスト
※括弧内は日本語吹き替え
- マニー・マンフレッド - ルー・ダイアモンド・フィリップス（矢崎文也）
- ポップコーン - ブルース・ウェイツ（佐々木敏）
- シーダ - トレイシー・ミッデンドーフ（本田貴子）
- アーニー - ジェームズ・マクダニエル（廣田行生）
- ジャック・クレイ - グレン・プラマー（白熊寛嗣）
- カルロ・ルッソ - ピーター・オノラティ（小室正幸）